# Elemental Master
Elemental Master è uno sparatutto verticale in terza persona a 16 bit sviluppato dalla TechnoSoft per il SEGA Mega Drive e pubblicato nel 1990 in Giappone dalla TechnoSoft stessa e nel 1993 nel Nord America da parte della Renovation Products.

## Trama
Tanti anni or sono, nel regno di Lorelei, i seguaci del signore oscuro Gyra furono rinchiusi nell'entroterra del castello della città. Tempo dopo, però, uno stregone conosciuto come Aryaag, dall'apparenza eroica, tradisce il re liberando il potere di Gyra, intenzionato a permettere che l'influenza del male si scatenasse. Laden, il più forte stregone del regno, si dirige al cospetto di Aryaag, ma scopre che in realtà si tratta di suo fratello Roki, il quale, affiancato dai suoi più fedeli seguaci Clauss e Salome, si prepara a conquistare il resto del mondo.
Laden, determinato a fermare le ambizioni di Gyra che ha posseduto suo fratello, viaggia in lungo e in largo e sconfigge i vari mostri evocati da Roki, salvando anche una fata, Neena, la quale si scopre essere la forma vivente di un anello leggendario che lo aiuterà a completare la sua missione. Laden sconfigge quindi Clauss e Salome; raggiunto Roki, batte anche lui, per poi sigillare Gyra per sempre. Ferito a morte nello scontro col fratello, Roki confessa di essere andato alla ricerca del potere delle tenebre, convinto che lo avrebbe reso invincibile, dopo aver udito della sua ubicazione; trovatolo, però fu sopraffatto e posseduto dallo spirito di Gyra, il quale era in realtà un riflesso del male nel suo cuore, e ciò lo rende responsabile della sua creazione. Contento di aver visto che il fratello Laden ha distrutto Gyra e salvato il mondo, Roki muore tra le braccia del fratello. Nei crediti, il re di Lorelei, il padre di Laden e Roki, viene liberato dai suoi carcerieri, la pace ritorna nel suo regno e i seguaci di Gyra scompaiono.

## Modalità di gioco
In questo sparatutto a scorrimento verticale, il giocatore, a differenza di molti altri simili sparatutto, può anche sparare all'indietro oltre che in avanti. L'arsenale del giocatore comprende cinque tipi di armi, di cui uno neutro e le altre quattro legate agli elementi del fuoco, dell'acqua, della terra e dell'aria, e col progredire del gioco saranno disponibili anche le versioni speciali (eseguibili tenendo premuto il tasto azione). Il gioco contiene inoltre sette livelli, di cui il giocatore può seguire l'ordine qualsiasi nei primi quattro.

## Colonna sonora
La colonna sonora del gioco è composta da Toshiharu Yamanishi, che ha anche lavorato su Thunder Force III, Thunder Force IV e Dragon's Fury (quest'ultimo presenta anche la versione remixata di un brano musicale della colonna sonora di Elemental Master).

## Accoglienza
Illusionware ha votato il gioco con un A/92%, dichiarando: "Elemental Master è l'equilibrio perfetto tra grafiche, musiche e gameplay", "un ottimo pezzo di storia del videogioco". Benjamin Galway della Sega-16 lo ha votato 9 su 10, dichiarando: "È una versione straordinaria e abbastanza originale dello sparatutto a scorrimento verticale e l'ennesima piuma nel cappello di Technosoft".